# Happiest Season
Happiest Season es una comedia romántica estadounidense escrita y dirigida por Clea Duvall, estrenada en 2020. El reparto de la película está formado por Kristen Stewart, Mackenzie Davis, Alison Brie, Aubrey Plaza, Dan Levy, Mary Holland, Victor Garber y Mary Steenburgen.

## Reparto
- Kristen Stewart como Abby, novia de Harper
- Mackenzie Davis como Harper Caldwell, novia de Abby
- Alison Brie como Sloane Caldwell, hermana de Harper
- Aubrey Plaza como Riley Johnson, exnovia de Harper
- Dan Levy como John, mejor amigo de Abby
- Mary Holland como Jane Caldwell, hermana de Harper
- Victor Garber como Ted Caldwell, padre de Harper
- Mary Steenburgen como Tipper Caldwell, madre de Harper

## Producción
DuVall ha dicho que la película es una versión semiautobiográfica de sus propias experiencias con su familia. Producida por TriStar Pictures, la película fue lanzada en los Estados Unidos el 25 de noviembre de 2020 por Hulu e internacionalmente el 26 de noviembre por Sony Pictures Releasing y Entertainment One.